# Charlotte russe
Pour les articles homonymes, voir Charlotte Russe.

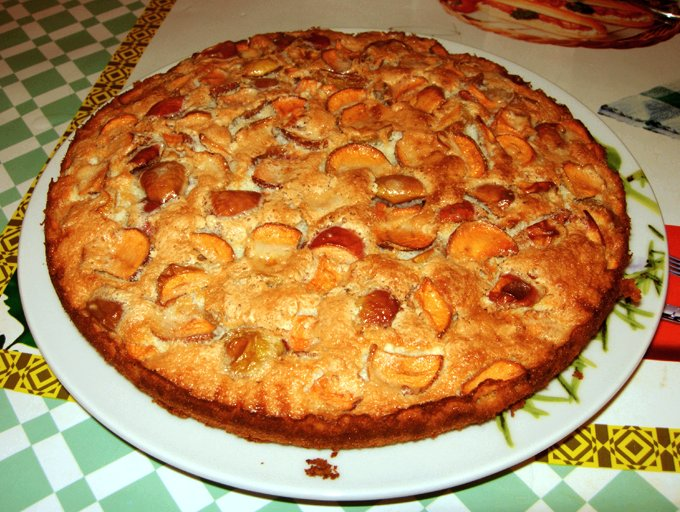
Charlotte à la russe

La charlotte à la russe est un dessert inventé par le cuisinier français Antoine Carême. Il fut appelé aussi « charlotte à la parisienne »

## Histoire
Le plat aurait été nommé ainsi en l'honneur de la princesse et future tsarine Charlotte de Prusse, belle-sœur du tsar Alexandre Ier.
Deux recettes coexistent :
- celle d'une charlotte classique, avec des boudoirs, fourrée de crème bavaroise
- celle répandue notamment en Pologne de la szarlotka composée d'une pâte garnie de pommes coupées, râpées ou en compote servie encore chaude, avec de la glace à la vanille  et de la chantilly.

La charlotte à la russe fut aussi un dessert prisé à New York dans les années 1930 à 1950. Elle était vendue dans les magasins de confiseries et les luncheonettes. Elle est composée d'une tasse en papier remplie d'une part de gâteau et de crème fouettée couronnée d'une moitié de cerise au marasquin.